# Округ Манисти (Мичиген)
Округ Манисти (енгл. Manistee County) је округ у америчкој савезној држави Мичиген.

## Демографија
По попису из 2010. године број становника је 24.733, што је 206 (0,8%) становника више него 2000. године.
| Група             | 2000.          | 2010.          |
| Белци             | 22.781 (92,9%) | 22.402 (90,6%) |
| Афроамериканци    | 399 (1,6%)     | 723 (2,9%)     |
| Азијати           | 79 (0,3%)      | 67 (0,3%)      |
| Хиспаноамериканци | 639 (2,6%)     | 634 (2,6%)     |
| Укупно            | 24.527         | 24.733         |